# Riacho Floriano
Riacho Floriano är ett periodiskt vattendrag i Brasilien.   Det ligger i delstaten Paraíba, i den östra delen av landet, 1 600 km nordost om huvudstaden Brasília.
Omgivningarna runt Riacho Floriano är huvudsakligen savann. Runt Riacho Floriano är det glesbefolkat, med 10 invånare per kvadratkilometer.